# Compagnie allemande d'Afrique de l'Ouest
La Compagnie allemande d'Afrique de l'Ouest, (en allemand : Deutsch-Westafrikanische Gesellschaft / Compagnie), était une compagnie à charte allemande, fondée en 1885. Elle exploitait les deux protectorats allemands en Afrique occidentale allemande (Togo et Cameroun), mais ne les gouvernait pas réellement, contrairement à son homologue en Afrique orientale allemande.  

## Histoire
La German West African Company a été créée en tant que compagnie à charte avec un siège à Hambourg. La société était active au Kamerun et au Togoland. Après des années de faibles bénéfices, la société a été absorbée par l'Empire allemand le 13 novembre 1903.